# Cyathopsis violaceospicata
Cyathopsis violaceospicata là một loài thực vật có hoa trong họ Thạch nam. Loài này được (Guillaumin) Quinn mô tả khoa học đầu tiên năm 2005.